# Gyllenfors bruk
Gyllenfors bruk var ett järnbruk, senare även glasbruk, i Anderstorps socken invid Nissan och mitt i dagens tätort Gislaved.
Bruket anlades i närheten av byn Gislaved och gränsen mellan Båraryd och Anderstorps socknar vid Nissan 1743 av Carl Gustaf Gyllenhöök och brukspatron Jean Camitz från Nissafors järnbruk. Privilegiebrevet omfattade såväl en stångjärnshammare med två härdar som en masugn. Ganska snart uppkom tvister om tillgången på träkol, järnmalm och vattenkraft skulle räcka och Gyllenhööks svärfar Christian Schéele som ägde Eckersholms och Götaströms järnbruk försökte stoppa bruket. Man kunde dock fortsätta driften men Carl Gustaf Gyllenhöök avled 1749 och Camitz lämnade snart bruket varvid driften snart gick sämre. 1780 flyttades masugnen till Häryd vid sjön Hären. Verksamheten gick bra fram till 1819, då masugnen i Häryd förstördes av en brand. Den byggdes dock upp på 1860-talet och var i drift fram till 1902. Gyllenfors kunde dock drivas vidare och hade framgångar under den Wilhelm Asbjörnssons ledning 1830-1855. 1845 drabbades dock Gyllenfors av en brand. Samtidigt minskade lönsamheten alltmer hos de mindre järnbruken, särskilt de med dåliga kommunikationer, och 1850 beslutade Wilhelm Asbjörnsson att starta fönsterglastillverkning. I samband med detta ombildades bruket till aktiebolag. 
Samtidigt minskades järnbruksverksamheten, även om man fortsatte med verksamheten in på 1890-talet, då främst tillverkning av liar. Redan på 1880-talet gick dock glasbruket allt sämre i konkurrens med utlandet och 1890 lades verksamheten ned. 1896 köptes bruket upp av Svenska Gummifabrik AB. Gummifabriken arrenderade en tid ut glasbruket för tillverkning av småglas och hushållsglas. Någon större fart på produktionen blev det dock inte och sedan glasverkstaden brunnit 1903 återupptogs aldrig verksamheten.